# Paul Chaudet

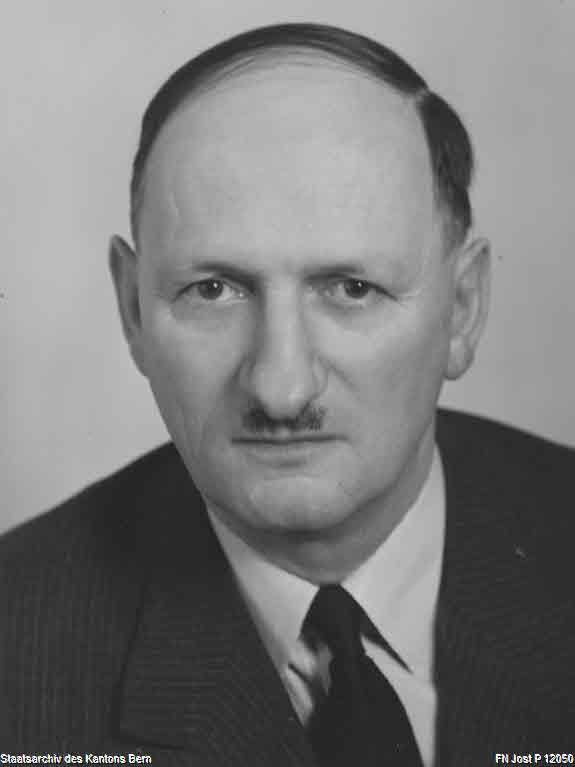
Paul Chaudet (1958)

Paul Chaudet (* 17. November 1904 in Rivaz VD; † 7. August 1977 in Lausanne; heimatberechtigt in Corsier-sur-Vevey) war ein Schweizer Politiker (FDP). 1958 und 1961 war er Vizepräsident, 1959 und 1962 Bundespräsident.

## Leben
Nach der Primarschule in Rivaz und der Kantonalen Landwirtschaftlichen Schule in Lausanne (1918–1920) arbeitete Chaudet in den elterlichen Rebbergen. In den 1930er Jahren trat er der Freisinnig-Demokratischen Partei (FDP) bei und war von 1930 bis 1937 Mitglied im Gemeinderat des Weinbauerndorfs Rivaz. Durch einen Bundesbeschluss wurde eine Weinsteuer eingeführt, die vom Comité de Chexbres, deren Leitung Chaudet 1936 übernahm, boykottiert wurde. Mit seinem Kampf gegen die Abgabe näherte sich Chaudet der Ligue vaudoise, mit der er sein Leben lang verbunden blieb. Durch sein Engagement wurde er 1937 zum Gemeindepräsidenten gewählt. Er übte dieses Amt bis 1943 und von 1945 bis 1946 erneut aus. Als Vertreter und Wortführer der Waadtländer Weinbauern sass er 1937–42 im Grossen Rat. Von 1943 bis 1954 war er Mitglied des Nationalrats. Als Regierungs- resp. Staatsrat leitete er 1946–47 das kantonale Justiz- und Polizeidepartement und 1948–54 das Volkswirtschaftsdepartement. 1951 wurde Chaudet Mitglied des Bankrats, 1954 des Ausschusses der Schweizerischen Nationalbank.
Am 16. Dezember 1954 wurde er als Nachfolger Rodolphe Rubattels in den Bundesrat gewählt, den er 1959 und 1962 präsidierte. Als Vorsteher des Militärdepartements machte sich Chaudet – selber Oberstleutnant der Infanterie – insbesondere für die Reform und die Modernisierung der Schweizer Armee stark (Einführung der Armee 61), ohne deren Rolle als Hüterin traditioneller Werte in Frage zu stellen. In seine Amtszeit fielen die Diskussionen über Atomwaffen für die Armee. Massive Kostenüberschreitungen bei der Anschaffung des neuen Mirage-Kampfflugzeugs lösten 1964 die Mirage-Affäre aus und führten Ende 1966 zur Demission Chaudets, dem grobe Nachlässigkeiten vorgeworfen wurden. Nach seinem Rücktritt am 31. Dezember 1966 setzte er sich für verschiedene internationale Organisationen ein (wie die Ernährungs- und Landwirtschaftsorganisation der Vereinten Nationen und Enfants du Monde) und bekleidete zahlreiche Verwaltungsratsmandate (unter anderem von 1974 bis 1977 bei der Schweizerischen Volksbank).